# Wojcieszów
Wojcieszów é um município da Polônia, na voivodia da Baixa Silésia e no condado de Złotoryja. Estende-se por uma área de 32,17 km², com 3 742 habitantes, segundo os censos de 2016, com uma densidade de 116,3 hab/km².